# イールズ声明

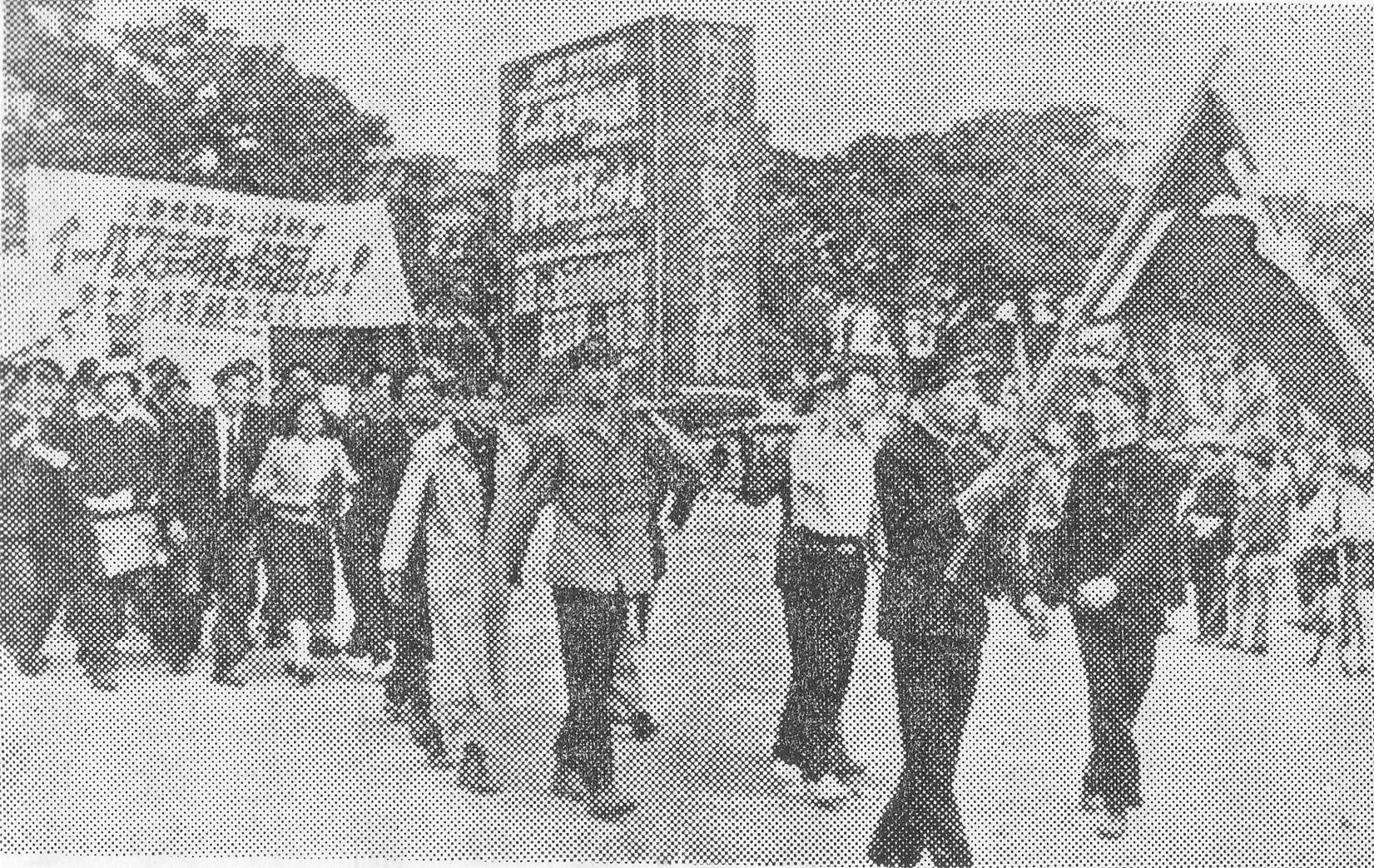
イールズ声明反対闘争(1950年5月16日東京大学構内)

イールズ声明は、連合国軍占領下の日本において行われた、連合国軍最高司令官総司令部民間情報教育局 (CIE) 顧問ウォルター・クロスビー・イールズ (Walter Crosby Eells) による声明、及びそれに関連して行われた共産主義者の大学教授を追放（レッドパージ）しようとする動きを指す。これに反発して行われた学生運動（イールズ声明反対闘争）についても記述する。

## 概要

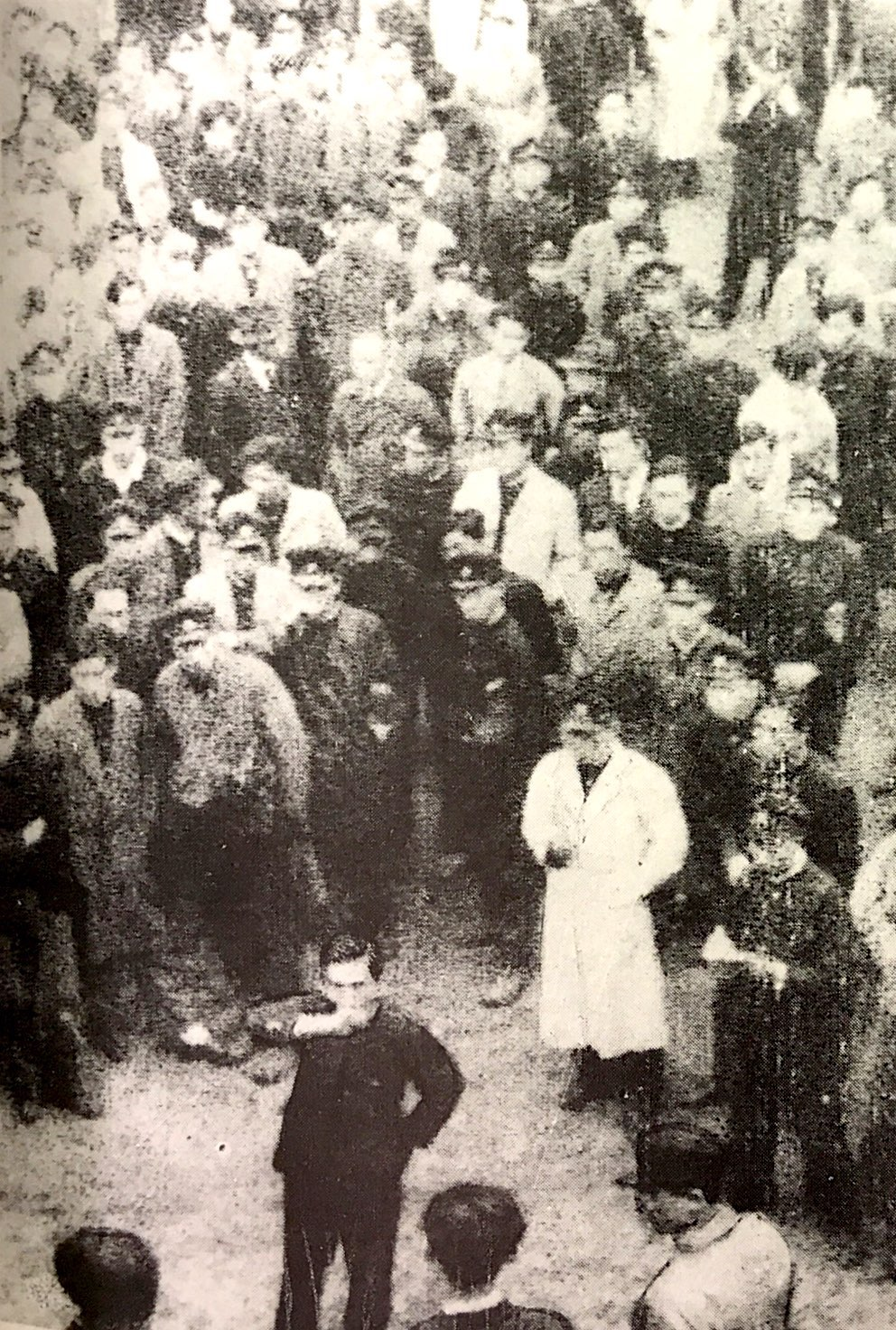
北海道大学でのイールズ講演反対集会（1950年）

第二次世界大戦終結後、GHQ/SCAPは日本の民主化を推進したが、労働運動の激化、冷戦の勃発に伴って、占領方針を反共に転じた（逆コース）。これに従い、民間情報教育局顧問であったイールズは1949年7月19日、新潟大学開学式の祝賀演説で「学問の自由という大学の最も重要な権利と義務の名において、われわれは共産主義者として知られる大学教授をあえてもとうとしないのである」と述べたのを皮切りに、岡山大学、広島大学、大阪大学、法政大学など20数校において「共産主義教授は除かるべきだ」という反共演説を行った。
この演説はGHQの意向であるととられ、
同年9月14日、九州大学ではいわゆる赤色教授に対して辞職勧告が行われたことを皮切りに富山大学、新潟大学など多くの大学で同趣旨の勧告が行われたほか、翌1950年にかけて小・中・高校の教職員約2000人が解雇された（レッドパージ）。また1949年9月には国家公務員法に基づく人事院規則が公布され、これにより国立大学教職員の政治活動の禁止が規定された。これに対して、南原繁東大総長らは反対の意思を示し、全国大学教授連合、日本学術会議は反対決議を可決した。
声明に対する反発、および日本共産党が「反帝・反戦」の態度を表明したことに伴い、全日本学生自治会総連合（全学連）は1950年5月20日、第4回大会において「反イールズ声明、反帝国主義闘争」を決議し、イールズ声明反対闘争を展開した。全学連大会以前にも、1949年11月には山口大学で「声明反対」ビラ張り出しが行われたことを筆頭に、学生による「反対闘争」が行われた。東北大学ではイールズ来訪の日時を高橋里美学長が公示しなかったことに反対して、共産党細胞がイールズ来訪当日の1950年5月2日、演壇を占拠し登壇していたイールズを立ち往生させる事件を起し、2名の学生が逮捕された。同月16日には北海道大学で演説拒否運動、30日には、東京大学をはじめとして官公私立十数校から8000名が抗議大会を行い8人が検挙された。